# Pomfo
Il pomfo (dal greco πομφός, pomphós, «bolla») è una lesione edematosa del derma caratterizzata dalle seguenti proprietà:
1. Forma: variabile, solitamente consiste in un rilievo cutaneo tondeggiante e liscio
2. Grandezza: solitamente pochi mm ma può raggiungere anche dimensioni consistenti a causa della confluenza con altre lesioni;
3. Colore: Rosso, rosaceo, bianco.
4. Aspetti patologici visibili: alone eritematoso e pruriginoso.[1]

## Eziologia
Si verifica generalmente in conseguenza di dermatosi, di allergie alimentari e farmacologiche, di infezioni virali, parassitosi intestinale, puntura di insetti. Lo si trova tipicamente nell'orticaria.